# Ngware
Ngware est une ville du Botswana.